# Prissé-la-Charrière
Prissé-la-Charrière korábbi község Franciaország Új-Aquitania régiójában, Deux-Sèvres megyében. 
Lakosainak száma 646 fő (2015). Prissé-la-Charrière Dœuil-sur-le-Mignon, Beauvoir-sur-Niort, Belleville, La Foye-Monjault, Thorigny-sur-le-Mignon, Usseau, Villiers-en-Bois és Val-du-Mignon községekkel határos.
2018. január 1-jén három másik korábbi községgel egyesült és az így létrejött Plaine-d’Argenson új község része lett.

## Népesség
A település népességének változása:

| 2013 | 654 |
| 2015 | 646 |